# Semnolius
Semnolius là một chi nhện trong họ Salticidae.